# Hanne Halén
Hanne Halén, née le 22 mai 1979, est une ancienne handballeuse internationale norvégienne.
Durant sa carrière, elle a notamment porté les couleurs du Bækkelagets SK, du Ferrobús Mislata, du Ikast Bording EH et du Nordstrand IF.
Avec l'équipe nationale de Norvège, elle atteint la finale du championnat du monde 2001.

## Biographie
Hanne Halén met fin à sa carrière à l'issue de la saison 2008-2009.

## Palmarès

### Club
compétitions internationales
- vainqueur de la coupe d'Europe des vainqueurs de coupe en 1999 (avec Bækkelagets SK)
- finaliste de la coupe de l'EHF en 2007 (avec Ikast Bording EH)

compétitions nationales
- championne de Norvège en 1999 (avec Bækkelagets SK)
- vainqueur de la coupe de Norvège  en  1999 et 2001 (avec Bækkelagets SK)
- vainqueur de la coupe de la Reine en 2003 et 2004 (avec Ferrobús Mislata)

### Sélection nationale
championnats du monde 
- finaliste du championnat du monde 2001